# إيغواتو
إيغواتو هي بلدية في البرازيل، تتبع سيارا، بلغ عدد سكانها 96٬495  نسمة، في 2010، تبلغ مساحتها 1٬029 كيلومتر مربع، رمزها البريدي هو 63.500-000 a 63.509-999.

## أعلام
- هومبيرتو تيكسيرا
- فرناندا دا سيلفا